# Лі Соль Чан
Лі Соль Чан (кор. 이슬찬, нар. 15 серпня 1993) — південнокорейський футболіст, захисник клубу «Чоннам Дрегонз».
Виступав, зокрема, за олімпійську збірну Південної Кореї.

## Клубна кар'єра
Вихованець футбольної школи клубу «Чоннам Дрегонз».
У дорослому футболі дебютував 2012 року виступами за команду клубу «Чоннам Дрегонз», кольори якої захищає й донині.

## Виступи за збірні
2016 року залучався до складу молодіжної збірної Південної Кореї. На молодіжному рівні зіграв у 5 офіційних матчах.
2016 року захищав кольори олімпійської збірної Південної Кореї. У складі цієї команди провів 4 матчі. У складі збірної — учасник футбольного турніру на Олімпійських іграх 2016 року у Ріо-де-Жанейро.